# Peter Atherton
Peter Atherton (Wigan, 6 aprile 1970) è un ex calciatore inglese, di ruolo difensore.

## Carriera

### Giocatore
Famoso per aver capitanato lo Sheffield Wednesday, Atherton iniziò la sua carriera nella squadra della sua città, il Wigan, e dopo averci giocato per tre anni attirò le attenzioni del Coventry City. Atherton se ne andò dal Wednesday per andare al Bradford City dopo la retrocessione per la sentenza Bosman dove ha passato una mezza stagione in prestito al Birmingham City. Il Birmingham ha raggiunto la finale di coppa di lega, ma Atherton non giocò perché era "cup-tied".
Dopo essere stato rilasciato dal Brandford, finì la sua carriera al Halifax Town, dove un infortunio lo costrinse a ritirarsi dal calcio giocato dopo solo 14 presenze con il club, ma ritornò a causa di molteplici infortuni nella rosa dell'Halifax e fu nominato un sostituto per la loro partita in casa contro il Grays Athletic il 16 Ottobre 2007.

### Allenatore
Nel giugno 2007 Atherton fu assunto come vice allenatore dell'Halifax Town, sostituendo Wayne Jacobs. Aveva precedentemente allenato le giovanili del Wigan.
È diventato vice-allenatore del Barrow nel luglio 2018.
Il 1º luglio 2020 fu nominato vice-allenatore del Bolton, seguendo l'allenatore del Barrow Ian Evatt allo stadio dell'università di Bolton.

## Statistiche

### Presenze e reti nei club
| Stagione                   | Squadra                    | Campionato                 | Campionato | Campionato | Coppe nazionali | Coppe nazionali | Coppe nazionali | Coppe continentali | Coppe continentali | Coppe continentali | Altre coppe | Altre coppe | Altre coppe | Totale | Totale |
| Stagione                   | Squadra                    | Comp                       | Pres       | Reti       | Comp            | Pres            | Reti            | Comp               | Pres               | Reti               | Comp        | Pres        | Reti        | Pres   | Reti   |
| -------------------------- | -------------------------- | -------------------------- | ---------- | ---------- | --------------- | --------------- | --------------- | ------------------ | ------------------ | ------------------ | ----------- | ----------- | ----------- | ------ | ------ |
| 1988-1989                  | Wigan                      | FD                         | ?          | ?          | FACup+CdL       | ?               | ?               | -                  | -                  | -                  | -           | -           | -           | ?      | ?      |
| 1989-1990                  | Wigan                      | TD                         | ?          | ?          | FACup+CdL       | ?               | ?               | -                  | -                  | -                  | -           | -           | -           | ?      | ?      |
| 1990-1991                  | Wigan                      | TD                         | ?          | ?          | FACup+CdL       | ?               | ?               | -                  | -                  | -                  | -           | -           | -           | ?      | ?      |
| Totale Wigan               | Totale Wigan               | Totale Wigan               | -          | -          |                 | -               | -               |                    | -                  | -                  |             | -           | -           | -      | -      |
| 1991-1992                  | Coventry City              | FD                         | 35         | 0          | FACup+CdL       | ?               | ?               | -                  | -                  | -                  | -           | -           | -           | 35+    | 0+     |
| 1992-1993                  | Coventry City              | PL                         | 39         | 0          | FACup+CdL       | ?               | ?               | -                  | -                  | -                  | -           | -           | -           | 39+    | 0+     |
| 1993-1994                  | Coventry City              | PL                         | 40         | 0          | FACup+CdL       | ?               | ?               | -                  | -                  | -                  | -           | -           | -           | 40+    | 0+     |
| Totale Coventry City       | Totale Coventry City       | Totale Coventry City       | 114        | 0          |                 | ?               | ?               |                    | -                  | -                  |             | -           | -           | 114+   | 0+     |
| 1994-1995                  | Sheffield Weds             | PL                         | 41         | 1          | FACup+CdL       | ?               | ?               | -                  | -                  | -                  | -           | -           | -           | 41+    | 1+     |
| 1995-1996                  | Sheffield Weds             | PL                         | 36         | 0          | FACup+CdL       | ?               | ?               | Int                | 3                  | 0                  | -           | -           | -           | 39+    | 0+     |
| 1996-1997                  | Sheffield Weds             | PL                         | 37         | 2          | FACup+CdL       | 4+2             | 0               | -                  | -                  | -                  | -           | -           | -           | 43     | 2      |
| 1997-1998                  | Sheffield Weds             | PL                         | 27         | 3          | FACup+CdL       | 3+1             | 0               | -                  | -                  | -                  | -           | -           | -           | 31     | 3      |
| 1998-1999                  | Sheffield Weds             | PL                         | 38         | 2          | FACup+CdL       | 3+2             | 0               | -                  | -                  | -                  | -           | -           | -           | 43     | 2      |
| 1999-2000                  | Sheffield Weds             | PL                         | 35         | 1          | FACup+CdL       | 4+3             | 0               | -                  | -                  | -                  | -           | -           | -           | 42     | 1      |
| Totale Sheffield Wednesday | Totale Sheffield Wednesday | Totale Sheffield Wednesday | 214        | 9          |                 | 22+             | 0+              |                    | 3                  | 0                  |             | -           | -           | 239+   | 9+     |
| 2000-gen. 2001             | Bradford City              | PL                         | 25         | 0          | FACup+CdL       | 1+3             | 0               | Int                | 4                  | 0                  | -           | -           | -           | 33     | 0      |
| feb.-giu. 2001             | Birmingham City            | FD                         | 10+2       | 0          | FACup+CdL       | -               | -               | -                  | -                  | -                  | -           | -           | -           | 12     | 0      |
| 2001-2002                  | Bradford City              | FD                         | 1          | 0          | FACup+CdL       | 0+0             | 0               | -                  | -                  | -                  | -           | -           | -           | 1      | 0      |
| 2002-2003                  | Bradford City              | FD                         | 25         | 1          | FACup+CdL       | 0+0             | 0               | -                  | -                  | -                  | -           | -           | -           | 25     | 1      |
| 2003-2004                  | Bradford City              | FD                         | 27         | 2          | FACup+CdL       | 1+0             | 0               | -                  | -                  | -                  | -           | -           | -           | 28     | 2      |
| 2004-2005                  | Bradford City              | FL1                        | 16         | 0          | FACup+CdL       | 0+0             | 0               | -                  | -                  | -                  | FLT         | 0           | 0           | 16     | 0      |
| Totale Bradford City       | Totale Bradford City       | Totale Bradford City       | 94         | 3          |                 | 5               | 0               |                    | 4                  | 0                  |             | 0           | 0           | 103    | 3      |
| 2005-2006                  | Halifax Town               | NL                         | ?          | ?          | FACup           | ?               | ?               | -                  | -                  | -                  | FAT         | ?           | ?           | ?      | ?      |
| 2006-2007                  | Halifax Town               | NL                         | ?          | ?          | FACup           | ?               | ?               | -                  | -                  | -                  | FAT         | ?           | ?           | ?      | ?      |
| 2007-2008                  | Halifax Town               | NL                         | ?          | ?          | FACup           | ?               | ?               | -                  | -                  | -                  | FAT         | ?           | ?           | ?      | ?      |
| Totale Halifax Town        | Totale Halifax Town        | Totale Halifax Town        | ?          | ?          |                 | ?               | ?               |                    | -                  | -                  |             | ?           | ?           | ?      | ?      |
| Totale carriera            | Totale carriera            | Totale carriera            | 432+       | 12+        |                 | 27+             | 0+              |                    | 7                  | 0                  |             | ?           | ?           | 466+   | 12+    |